# Amerikansk vin
Amerikansk vin (Vitis labrusca) eller rævevin er en kraftigt voksende lian. Frugterne smager af muskat, hvad der har givet planten navnet Ræve-Vin. Ikke desto mindre indgår den i arbejdet på at fremstille sorter, som er hårdføre, velsmagende og modstandsdygtige overfor vinlusen, også kendt som vinpest. Planten er hårdfør og hurtigtvoksende. 

## Beskrivelse
Grenene har brun, trævlet bark, der løsner sig i strimler. Bladene sidder spredt, og de er håndnervede, hjerteformede eller trelappede. Blomsterne er grønlige, og de sidder samlet i lange klaser. Frugterne er violette eller helt sorte bær med blålig dug. De modner kun rigtigt efter varme sensommerperioder.
Rodnettet er kraftigt med vidt udbredte og dybtgående hovedrødder. 
Højde x bredde og årlig tilvækst: 12 x 3 m (300 x 75 cm/år).

## Hjemsted
Ræve-Vin vokser langs flodbredder og søkanter, i skovbryn og krat over det nordøstlige Nordamerika. 
I sandsletter på øen Martha's Vineyard i Massachusetts, USA vokser arten sammen med bl.a. giftsumak, almindelig perlekurv, bregnepors, carolinarose, farveeg, glansbladet hæg, klatrevildvin, nedliggende bjergte, næbhassel, pennsylvansk vokspors, præriehirse, pudeasters, smalbladet kalmia, sortfrugtet surbær, storfrugtet blåbær og virginsk vinterbær

## Sorter
- 'Reliance'
- 'Price'
- 'Isabella'
- 'Himrod'
- 'Glenora'

| Portal | Portal:Botanik |

## Note
1. ↑  Ann L. Lezberg, Kendra Buresch, Christopher Neill og Tom Chase: Mechanical Land Clearing to Promote Establishment of Coastal Sandplain Grassland and Shrubland Communities (engelsk)